# 畢打街鐘樓

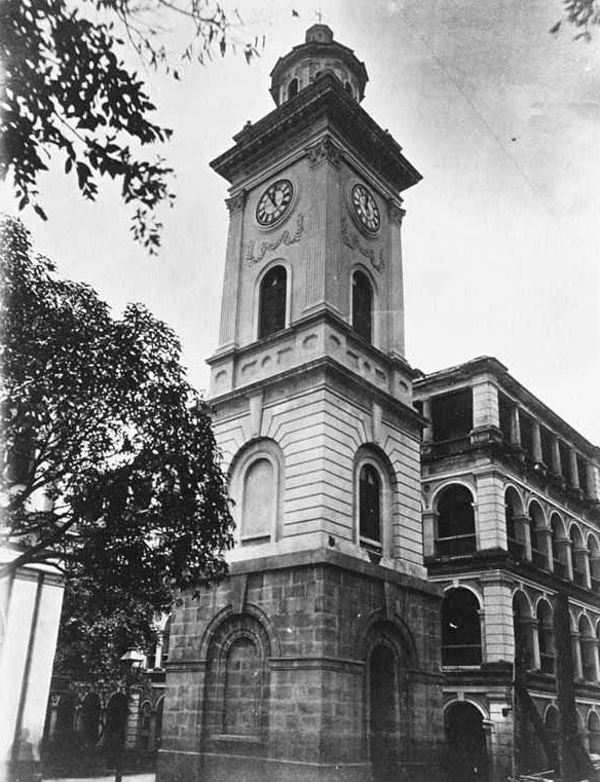
畢打街鐘樓（1880年）

22°16′53″N 114°09′25″E / 22.281331°N 114.156917°E
畢打街鐘樓是香港昔日一座鐘樓，原址位於香港島中環皇后大道中及畢打街交界處，於1862年建成並在1913年拆卸。

## 歷史

### 興建及使用
畢打街鐘樓建於1861年至1862年，樓高5層，共80英尺（24.4米），比當時周圍的建築為高，目的是報時及報火警，於夜間也具有導航的作用。該鐘樓由一名稱為 Rawlings 的人設計，但是因為籌款不足，設計中的部份細節需要省略。鐘樓得到德忌利士洋行東主德忌利士（Douglas Lapraik）捐款興建，是當時中環的地標之一，也被稱為大鐘樓（The Clock Tower）。
1863年1月1日午夜12時，畢打街鐘樓第一次響起，迎接元旦的來臨。
其中鐘樓報火警的時候會以敲響次數分辨事發地區：
- 1次鐘聲：代表火警發生於東區（灣仔一帶）
- 2次鐘聲：代表火警發生於中區（中環一帶）
- 3次鐘聲：代表火警發生於西區（西營盤一帶）

### 拆卸

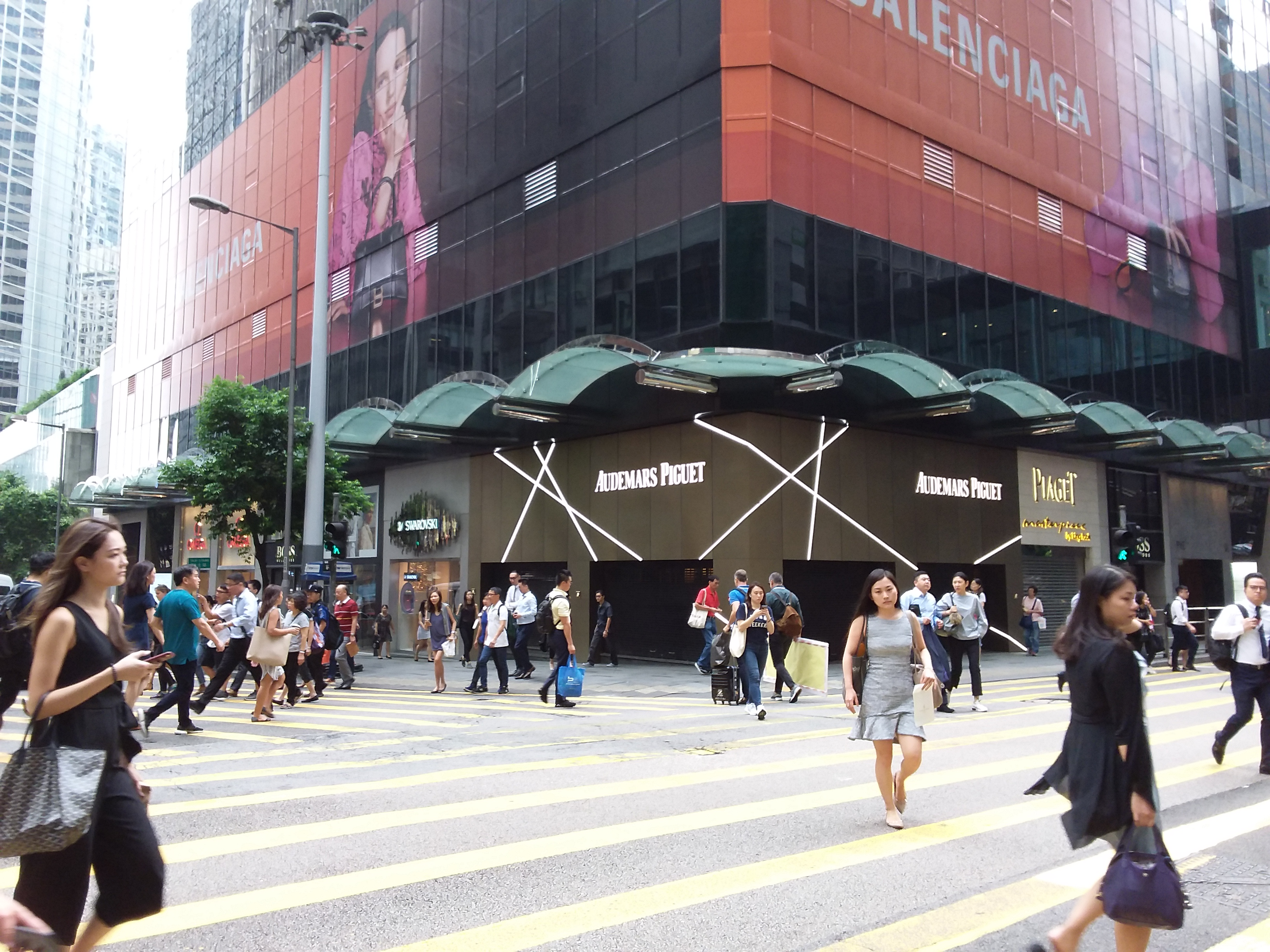
鐘樓正位於路口交界（圖中今位置）的中央，因阻塞交通而需拆卸

1884年，有總商會會員要求搬遷鐘樓至畢打碼頭、即將重建的中環街市或雲咸街頂水庫；其他建議則曾提出郵政總局作重置選址。
1913年，由於皇后大道中需要進行道路擴闊工程，位處兩條馬路交界T字路口的鐘樓因此被拆卸。拆卸後其中一面鐘面於1915年被安裝到當時剛興建成的九廣鐵路尖沙咀站的尖沙咀鐘樓，直至1921年該鐘樓換上全新四鐘面報時大鐘為止。

### 取代建築
位於鐘樓原址附近，於1926年建成的全香港最高建築物告羅士打行附設的告羅士打鐘樓，取代了畢打街鐘樓的地位。

## 集體回憶
雖然畢打街鐘樓被拆卸，但是香港人於20世紀初仍然習慣稱該處為大鐘樓。香港日治時期，大鐘樓一帶曾經被更名為昭和廣場。

## 圖片

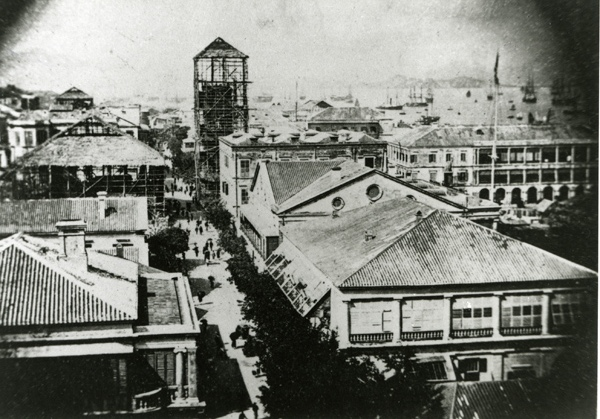
1861年興建中的畢打街鐘樓
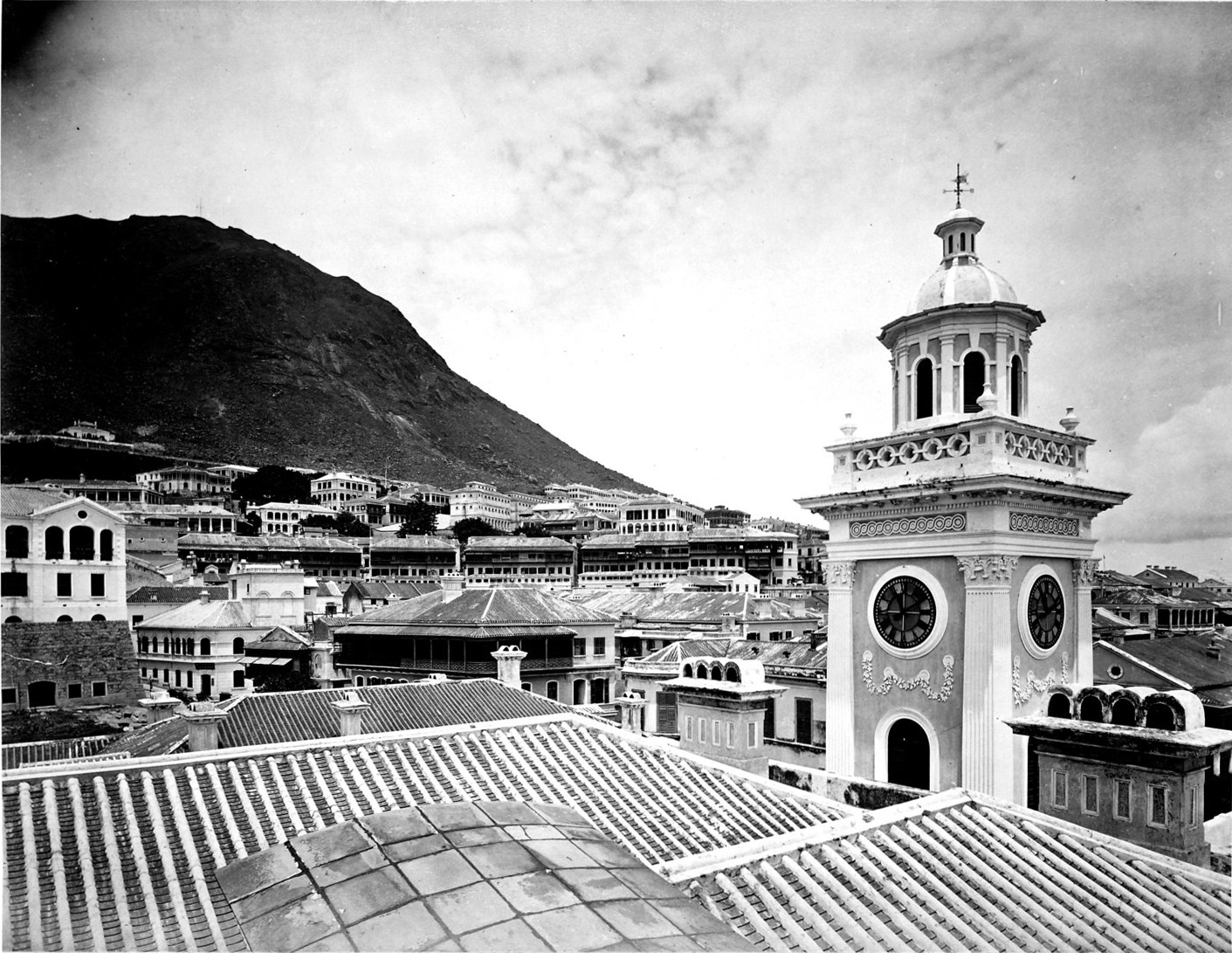
畢打街鐘樓頂部近觀
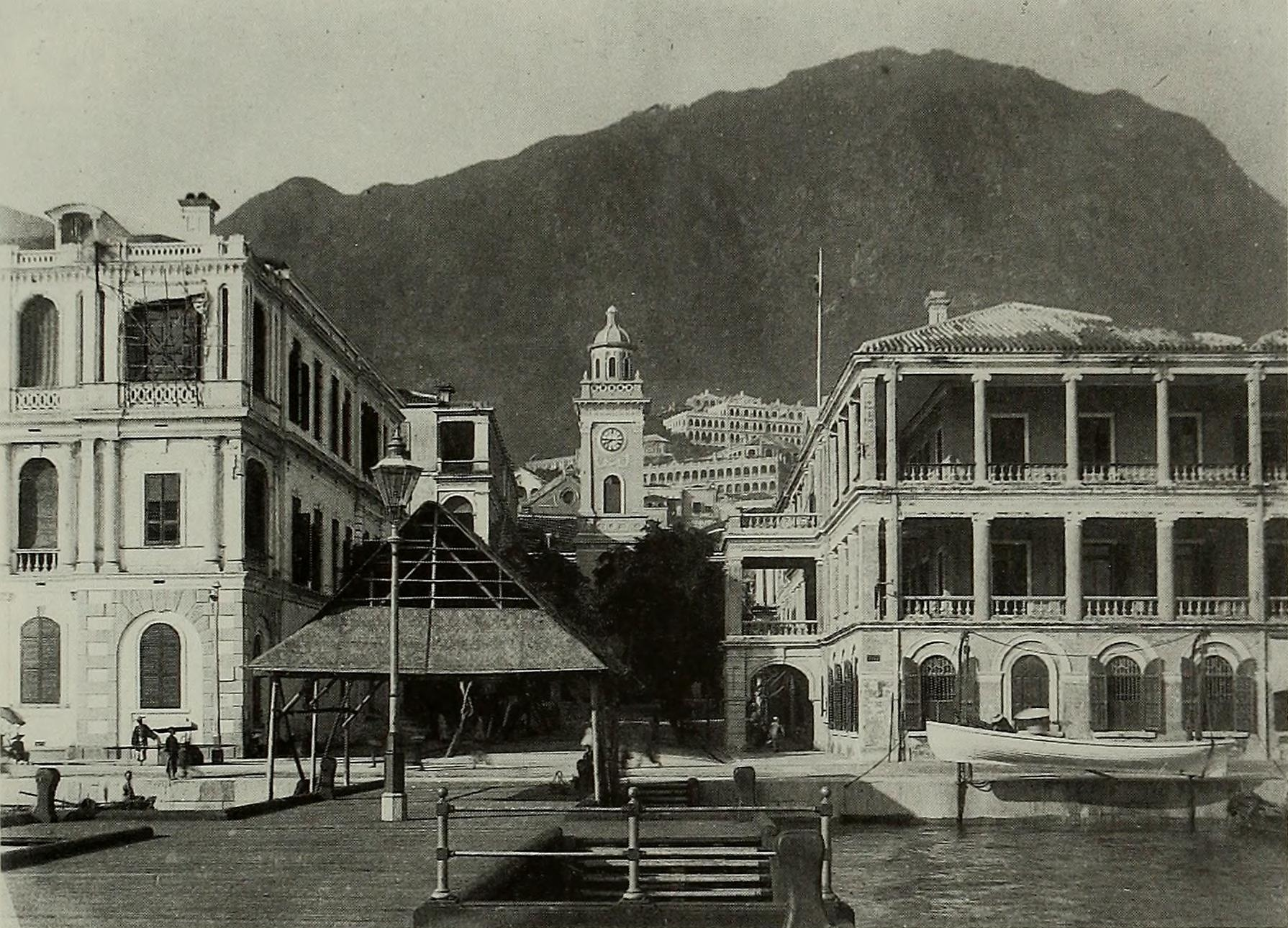
從必打步頭遠眺鐘樓

## 外部連結
维基共享资源上的相關多媒體資源：畢打街鐘樓